# Stazione meteorologica di Santo Stefano d'Aveto
La stazione meteorologica di Santo Stefano d'Aveto è la stazione meteorologica di riferimento per la località di Santo Stefano d'Aveto.

## Coordinate geografiche
La stazione meteo si trova nell'Italia nord-occidentale, in Liguria, in provincia di Genova, nel comune di Santo Stefano d'Aveto, a 1.014 metri s.l.m. e alle coordinate geografiche 44°33′N 9°27′E.

## Dati climatologici
In base alla media trentennale di riferimento 1961-1990, la temperatura media del mese più freddo, gennaio, si attesta a -0,6 °C; quella del mese più caldo, luglio, è di +17,9 °C . Le Precipitazioni annue si aggirano sui 1500mm.
| Santo Stefano d'Aveto | Mesi | Mesi | Mesi | Mesi | Mesi | Mesi | Mesi | Mesi | Mesi | Mesi | Mesi | Mesi | Stagioni | Stagioni | Stagioni | Stagioni | Anno |
| Santo Stefano d'Aveto | Gen  | Feb  | Mar  | Apr  | Mag  | Giu  | Lug  | Ago  | Set  | Ott  | Nov  | Dic  | Inv      | Pri      | Est      | Aut      | Anno |
| --------------------- | ---- | ---- | ---- | ---- | ---- | ---- | ---- | ---- | ---- | ---- | ---- | ---- | -------- | -------- | -------- | -------- | ---- |
| T. max. media (°C)    | 1,8  | 3,8  | 6,8  | 11,3 | 15,2 | 20,5 | 22,9 | 22,3 | 17,7 | 12,0 | 7,2  | 3,3  | 3,0      | 11,1     | 21,9     | 12,3     | 12,1 |
| T. min. media (°C)    | −2,9 | −2,8 | 0,7  | 3,7  | 7,2  | 11,1 | 12,8 | 12,6 | 9,9  | 6,2  | 2,0  | −1,2 | −2,3     | 3,9      | 12,2     | 6,0      | 4,9  |